# Always Forever
Always Forever is het eerste muziekalbum van Bare Infinity.

## Nummers
1. Initium 01.23
2. Lost Again 5:24
3. Bare Infinity 5:30
4. Always Forever Pt.I 6:00
5. Escape 5:12
6. The Crying Shore 4:01
7. I Dream of You 5:16
8. Serenity 4:53
9. This Silence 4:57
10. Always Forever Part II. 5:58
11. Here I Come 5:17
12. Thrill Neverending 4:25